# Trassilico
Trassilico è una frazione del comune di Gallicano, in provincia di Lucca. Si trova nella Valle del Serchio, in Garfagnana. Fino al 1º luglio 1947 è stato capoluogo di comune, quando è stato spostato con Decreto del Capo provvisorio dello Stato 10 maggio 1947, n. 441, in materia di "Trasferimento della sede del comune di Trassilico nella frazione Fabbriche di Vallico (Lucca)".
Il territorio si trova a un'altitudine di 720 m s.l.m., sul versante garfagnino delle Alpi Apuane, di fronte al Monte Forato e alla Pania della Croce.

## Storia
Abitato fin da epoca romana; è stata accertata la presenza longobarda. Trassilico, posto nel territorio soggetto alla Repubblica di Lucca, nel 1430 passò spontaneamente agli Estensi, divenendo così sede di un'importante vicaria, al confine fra il territorio della Repubblica di Lucca e quello della Repubblica di Firenze (vicaria di Barga).
Il paese era difeso dalla rocca, che sovrastava l'abitato e nella quale risiedevano il podestà, i sindaci e il cancelliere notaro.
Nel 1661 nacque nella rocca il famoso scienziato Antonio Vallisneri, figlio di Lorenzo, podestà del paese.
Il Comune comprendeva il capoluogo e le località di Gragliana, Vallico Sopra, Vallico Sotto e Fabbriche di Vallico e nel 1947, quando fu soppresso, contava 1 722 abitanti .
Nel 1947 la sede comunale fu trasferita nella frazione di Fabbriche di Vallico e l'anno successivo il comune cambiava denominazione. Trassilico fu quindi per un periodo frazione del comune di Fabbriche, ma il 25 novembre 1948 venne aggregata al comune di Gallicano.

## Stemma del comune soppresso
Lo stemma dell'antico comune soppresso era: Di rosso, alla torre aperta e finestrata fondata su un monte movente dalla punta, il tutto al naturale.

## Monumenti e luoghi di interesse
- Chiesa dei santi Pietro e Paolo
- Chiesa di Santa Elisabetta
- Rocca estense

## Galleria d'immagini

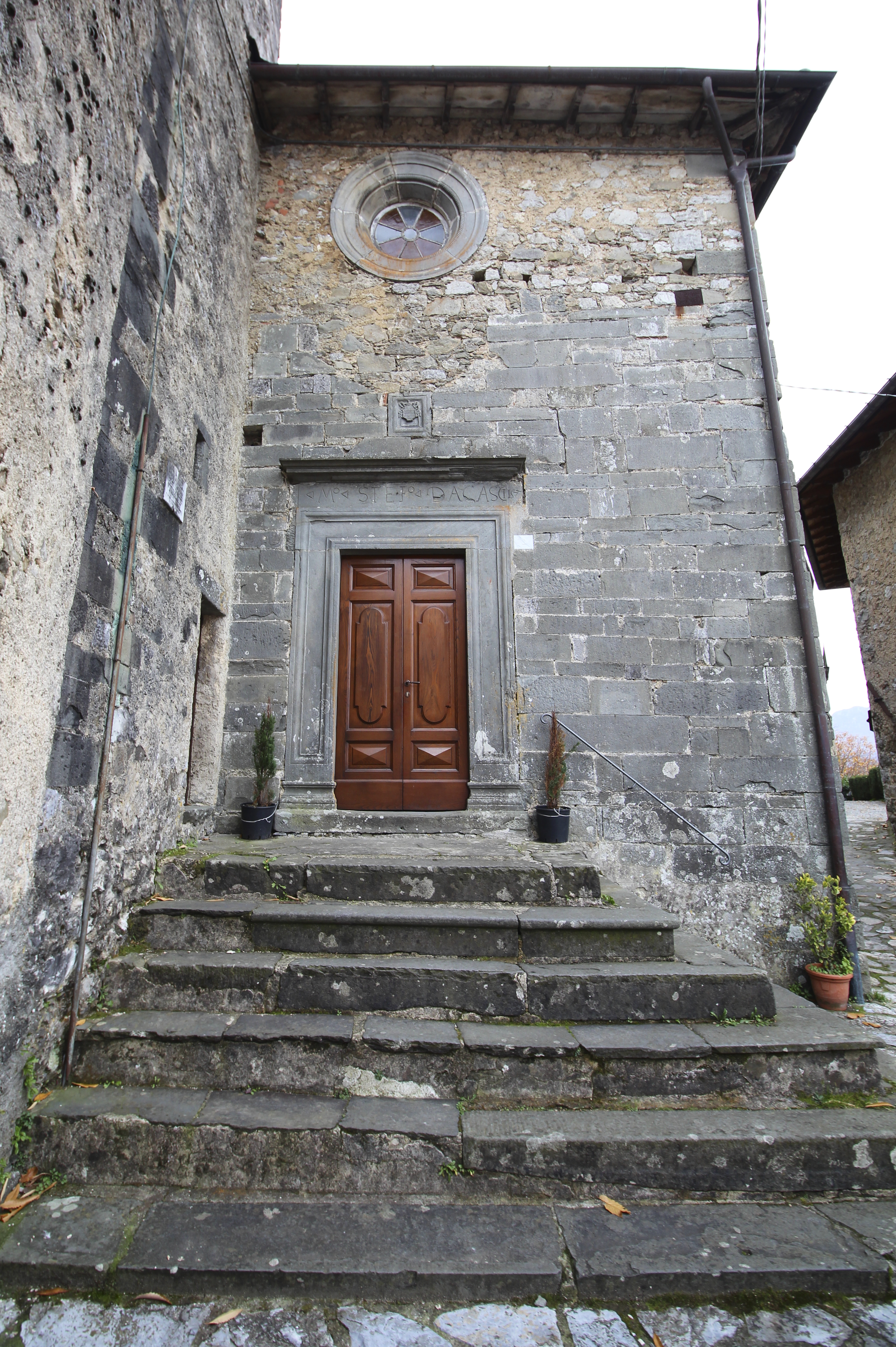
La chiesa di Santa Elisabetta, facciata
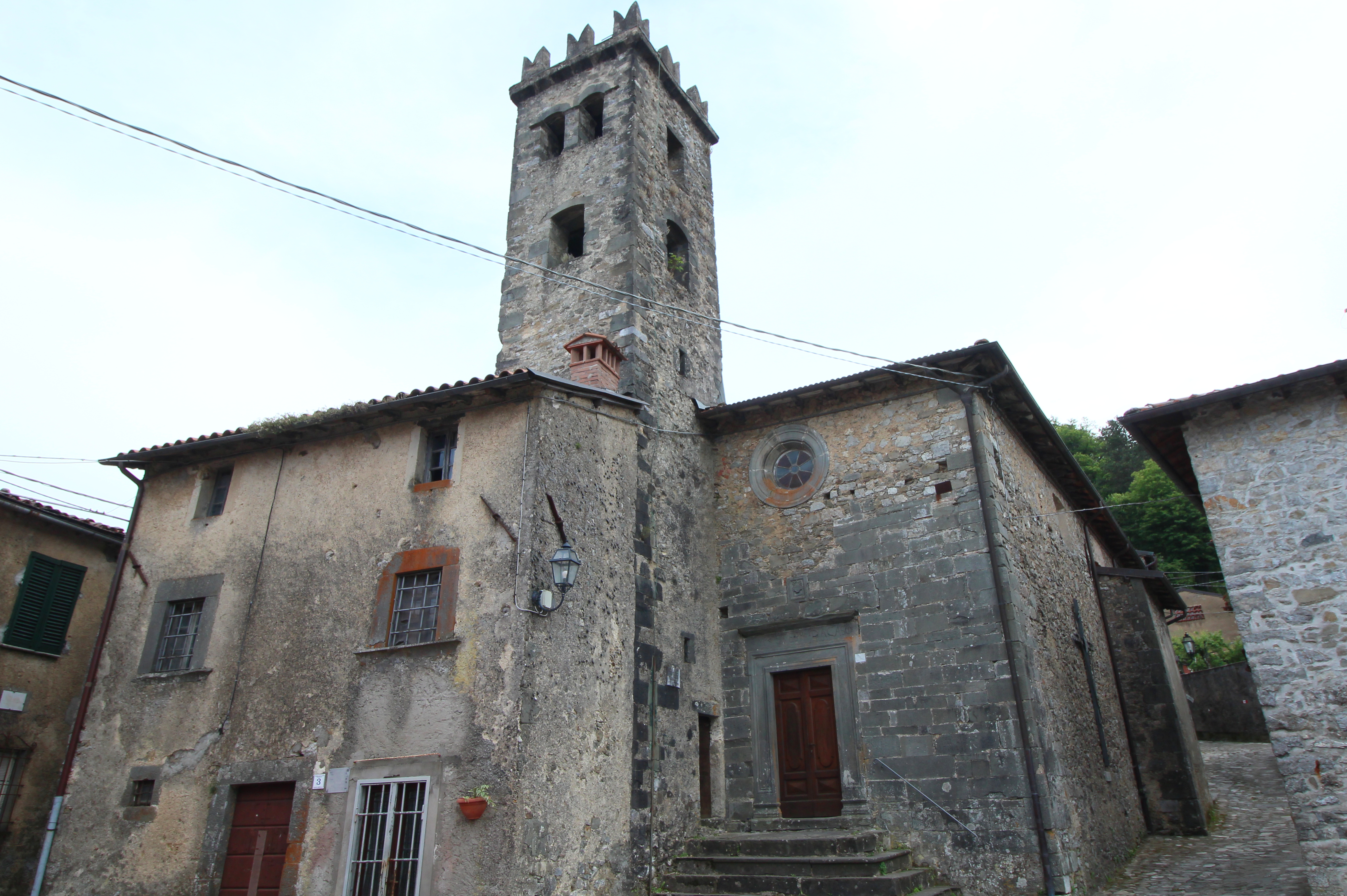
La chiesa di Santa Elisabetta
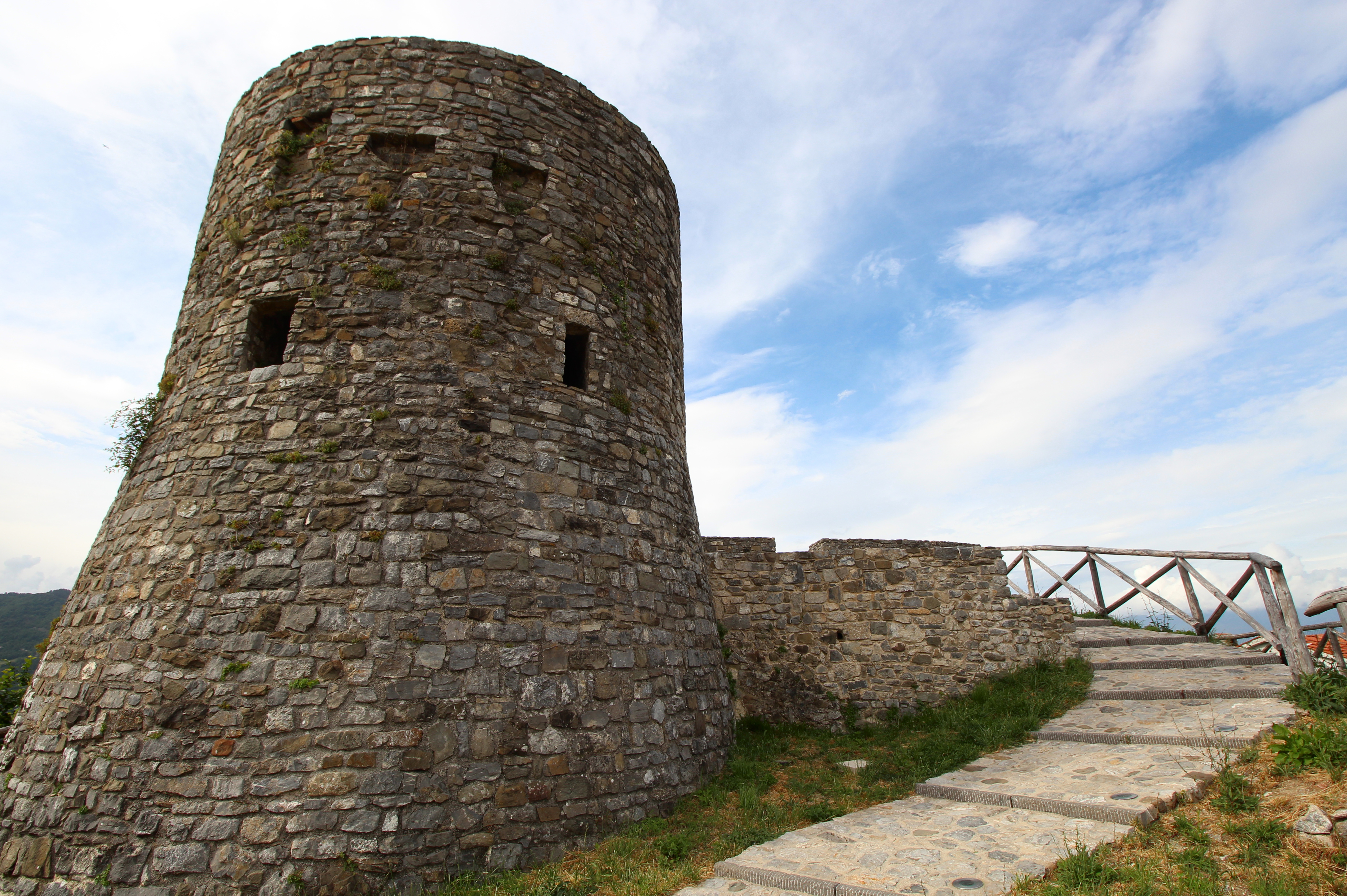
La rocca estense
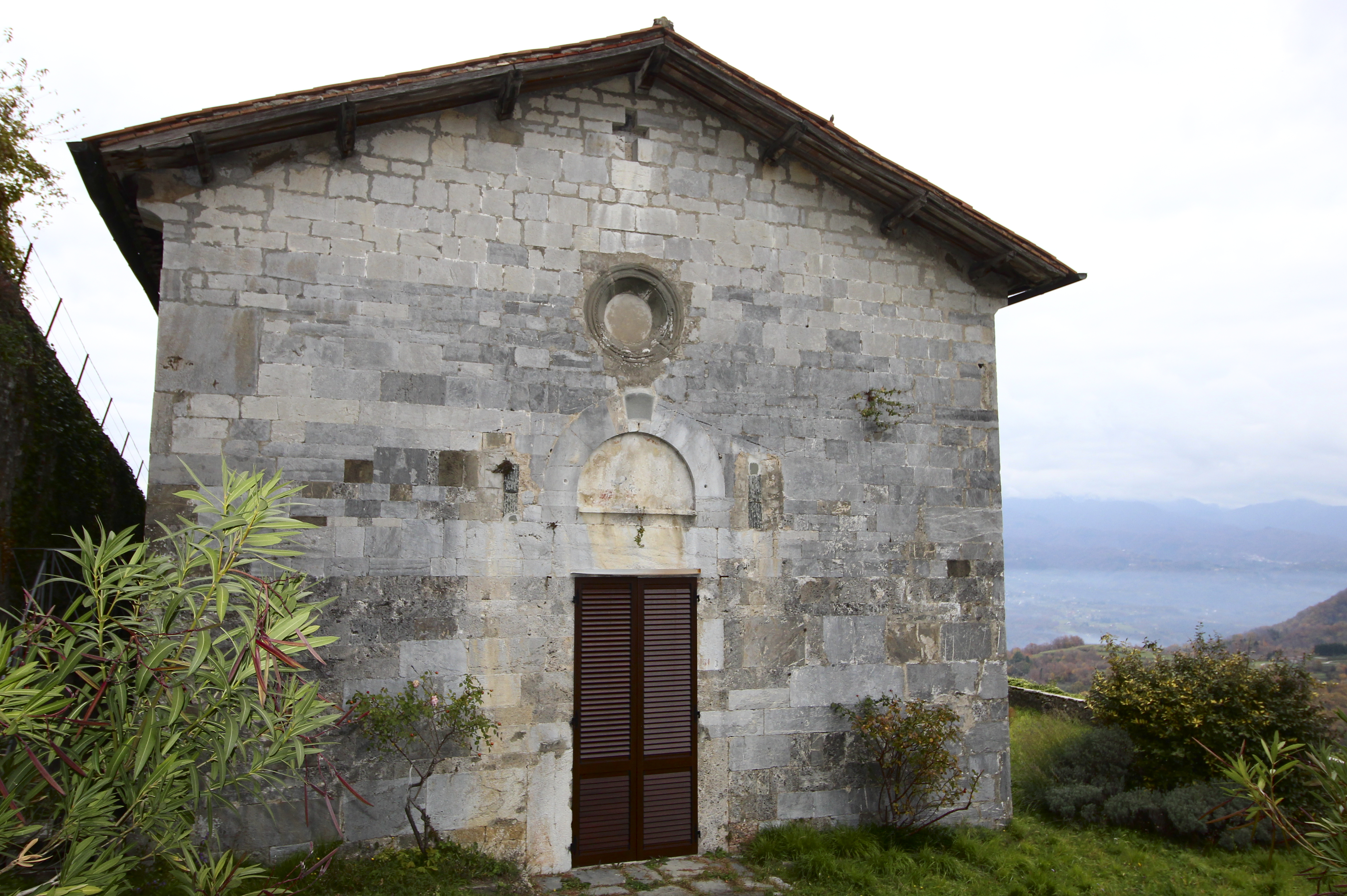
La chiesa dei santi Pietro e Paolo